# AUTODOC
AUTODOC SE er en e-handelsvirksomhed, der sælger bildele og relaterede produkter i 27 europæiske lande. De vigtigste kunder er privatpersoner og mindre værksteder.

## Historie
AUTODOC blev grundlagt i 2008 som E&S Pkwteile GmbH af Alexej Erdle, Max Wegner og Vitalij Kungel. I de første år havde virksomheden adresse i Berlin-Weißensee. Siden 2010 har kontor- og logistikarealerne ligget i Berlin-bydelen Lichtenberg. Udvidelsen i Østrig og Schweiz begyndte i 2011, efterfulgt af Storbritannien, Frankrig, Italien og Spanien i 2012.
I 2015 blev virksomheden rebrandet som AUTODOC GmbH. I 2016 oversteg den årlige omsætning 100 millioner euro, og i 2017 oversteg den 250 millioner euro. I 2018 udvidede Autodoc sit produktsortiment til også at omfatte reservedele til lastbiler og andre erhvervskøretøjer. I 2021 oversteg virksomhedens årlige omsætning en milliard euro.
I 2018 opnåede virksomheden at komme på Financial Times’ liste over de hurtigst voksende virksomheder i Europa baseret på omsætning.
I september 2021 ændrede AUTODOC virksomhedsform fra et anpartsselskab til et aktieselskab. Siden november 2022 har virksomheden fungeret som AUTODOC SE (Societas Europaea).

## Oversigt
Virksomhedens produktsortiment omfatter omkring 4,8 millioner reservedele til biler, lastbiler og motorcykler fra motor-, chassis-, belysnings-, el-, ventilations- til dæksektoren.
I 2018 var Autodoc officiel partner for ADAC Rally Masters. I 2019 var Autodoc officiel partner for FIA World Rally Championship (WRC) og sponsor ved alle europæiske afdelinger.
Samme år lancerede AUTODOC online-platformen AUTODOC CLUB og i 2020 AUTODOC CLUB-appen til iOS og Android og AUTODOC PLUS-programmet.